# Вимна
Вимна или Вимно (блр. Вымна; рус. Вымно) језеро је у Гарадочком рејону Витепске области, на крајњем северу Републике Белорусије. Језеро се налази двадесетак километара источно од Гарадока и око 25 километара северно од Витепска.

## Карактеристике
Површина језера је 7,24 км², а дужина обалне линије 22,6 км. Језерска депресија је веома издужена у правцу североисток-југозапад у дужини од око 10 км, док је максимална ширина до 2 километра. Обала је доста разуђена. Просечна дубина језера је око 4,4 метра, док је максимална дубина 7,8 метара. На дубинама до 2 метра лежи око 14% језера, док је до 5 метара нешто више од половине језера.
Дно је доста равно, а обална зона уска и песковита. На дубинама од око 2 метра дно је прекривено муљевитом глином, док је на дубинама већим од 5 метара дно прекривено сапропелом.
Језеро је еутрофног типа. Преко неколико поточића повезано је са језерима Слепња и Арлејка на северу. Из језера отиче река Лужесњанка.
На језеру се налази 7 острва укупне површине око 8,7 ха.

## Живи свет
Обале су обрасле трском и рогозом у ширинама од 15 до 20 метара, док подводна вегетација расте до 200 метара од обала. У језеру обитава 58 врста фитопланктона, 17 врста планктона и 25 врста зообентоса.
Најраширеније рибље врсте су смуђ, деверика, штука, јегуља и црвенперка.